# 京都おぶぶ茶苑
京都おぶぶ茶苑（きょうとおぶぶちゃえん）は、和束茶（高級宇治茶）の生産・販売・普及をする茶農家のグループである。
創業は、2004年。前身の農事組合法人百姓王国（京都府和束町）より、分離独立した。創業者である喜多章浩（きたあきひろ・1975年生）が、和束茶の香りに感動し、大学を中退、新規就農。それから10年のちに、京都おぶぶ茶苑が、誕生した。
2006年には、アメリカを皮切りに海外進出にも乗り出している。2007年京都HPコンテストで、最優秀賞を受賞。
ベンチャー農業企業である。